# Karl H. Pribram

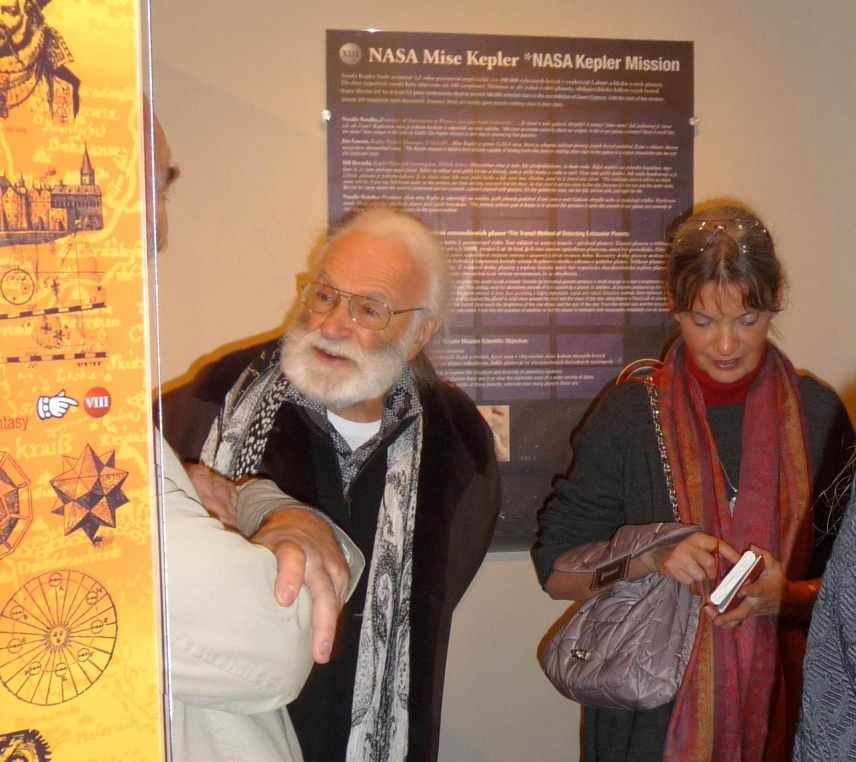
Karl Pribram 2010 in Prag.

Karl H. Pribram (* 25. Februar 1919 in Wien; † 19. Januar 2015 in Virginia) war ein US-amerikanischer Neurowissenschaftler.
Einer breiteren Öffentlichkeit wurde er vor allem durch sein „holonomes Gehirnmodell“ bekannt, das er in den 1960er Jahren gemeinsam mit dem Quantenphysiker David Bohm entwickelte. Diesem Modell zufolge soll das Gehirn Informationen nicht in einzelnen Gehirnzellen oder Zellverbänden speichern, sondern ähnlich wie bei einer Holografie in bestimmten  Welleninterferenzen bestimmten Musters. Dieses Modell einer ganzheitlichen Funktionsweise des Gehirns sieht Pribram auch als Weiterentwicklung der vom Gestaltpsychologen Wolfgang Köhler aufgestellten Hypothesen zum Feldcharakter der Gehirntätigkeit.

## Leben
Er war lange Zeit Professor an der Stanford University und Professor für Psychologie und Cognitive Science an der Georgetown University. 1956 wurde er in die American Academy of Arts and Sciences gewählt.
Er war verheiratet mit der Krimiautorin Katherine Neville (* 1945).

## Schriften
- Zur Neuropsychologie der Persönlichkeit. In: Otto W. Haseloff (Hrsg.): Kommunikation. Colloquium, Berlin 1969, ISBN 3-7678-0237-6
- mit George A. Miller, Eugene Galanter: Plans and the Structure of Behavior. 1960. Deutsch: Strategien des Handelns. Pläne und Strukturen des Verhaltens. Klett-Cotta 1973, 1991.
- mit Merton Gill: Freud's „Project“ Reassessed, 1976.
- Languages of the Brain. 1971.
- Toward a holonomic theory of perception. In: Ertel, Kemmler, Stadler: Gestalttheorie in der modernen Psychologie. Steinkopff, Darmstadt 1975, S. 161–184, ISBN 3-7985-0400-8
- Holonomy and Structure in the Organization of Perception.’’ In: John M Nicholas (Hrsg.): Images, Perception, and Knowledge.’’ 1977, S. 155–185.
- Worum geht es beim holographischen Paradigma? In: Ken Wilber (Hrsg.): Das holographische Weltbild. Scherz, Bern, München, Wien 1988, S. 27–36, ISBN 3-502-67640-2
- Brain and Perception. 1991.